# ブリストル・ローヴァーズFC
ブリストル・ローヴァーズ・フットボール・クラブ（Bristol Rovers Football Club）はイングランド･ブリストルを本拠地とするサッカークラブチームである。2022-23シーズンはEFLリーグ1（3部相当）に所属。
同じブリストルに本拠地を置くブリストル・シティFCとはライバル関係にある。
ブリストル・シティとは違い、これまでに1部リーグへの昇格経験は無い。リーグ参加以降、2部と3部の間を行き来していたが、2000-01シーズンに初めて4部リーグへの降格を喫した。以降はブリストル・シティよりも下のディビジョンに所属しており、リーグ戦でのダービーは開催されていない。2013-14シーズンには初の5部リーグ降格を喫するなど、近年は低迷期が続いている。

## 名称変更
- 1881-1884 ブラック・アラブズFC
- 1884-1897 イーストヴィレ・ローヴァーズFC
- 1897-1898 ブリストル・イーストヴィレ・ローヴァーズFC
- 1898- 現在 ブリストル・ローヴァーズFC

## クラブ各種記録

### リーグ最多得点勝利試合
- 7-0 vs ブライトン＆ホーブ・アルビオン ディヴィジョン3サウス 1952.11.29
- 7-0 vs スウォンジ・シティ ディヴィジョン2 1954.10.2
- 7-0 vs シュールズベリー・タウン ディヴィジョン3 1964.3.21

・7-0 vs  スカンソープ・ユナイテッドFC
EFLリーグ2 2022.5.7

### リーグ最多失点敗戦試合
- 0-12 vs ルートン・タウン ディヴィジョン3サウス 1936.4.16

## タイトル

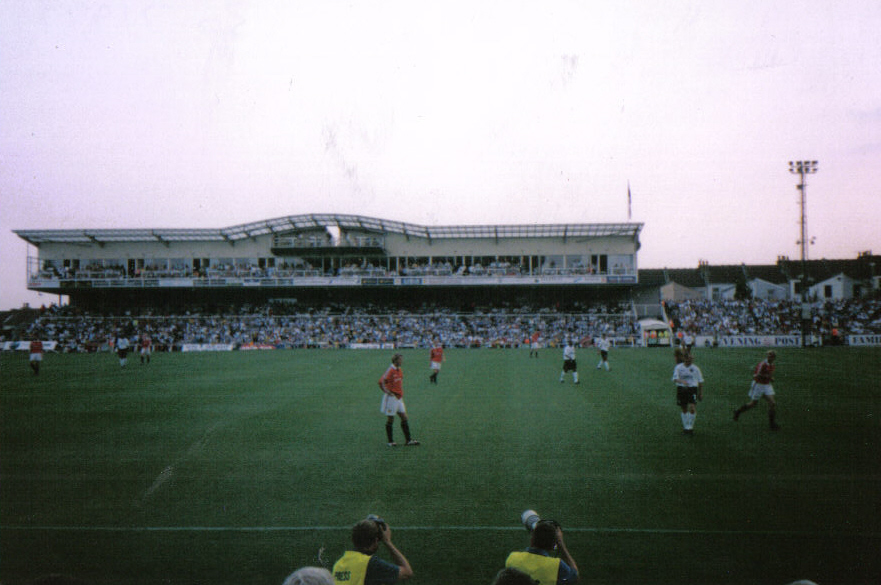
メモリアル・スタジアム

### 国内タイトル
- サウザンフットボールリーグ・ディヴィジョン1:1回

1904-1905
- フットボールリーグ・サードディヴィジョン・サウス:1回

1952-1953
- フットボールリーグ・サードディヴィジョン:1回

1989-1990
- フットボールリーグ・サードディヴィジョン・サウスカップ:1回

1934-1935
- ワトニーカップ:1回

1972
- FAトロフィー:2回

1989-1990, 2006-2007
- グロスターシャー・カップ:32回

1888-1889,1902-1903,1904-1905,1913-1914,1924-1925,1927-1928,1934-1935,1935-1936
1937-1938,1947-1948,1948-1949,1950-1951,1953-1954,1954-1955,1955-1956,1958-1959
1962-1963,1963-1964,1964-1965,1965-1966,1967-1968,1973-1974,1974-1975,1981-1982
1982-1983,1983-1984,1984-1985,1988-1989,1989-1990,1992-1993,1993-1994,1994-1995

### 国際タイトル
- なし

## 過去の成績
| シーズン | ディビジョン               | ディビジョン | ディビジョン | ディビジョン | ディビジョン | ディビジョン | ディビジョン | ディビジョン | ディビジョン | FAカップ     | EFLカップ | 欧州カップ / その他                                | 欧州カップ / その他 | 最多得点者         | 最多得点者 |
| シーズン | リーグ                     | 試           | 勝           | 分           | 敗           | 得           | 失           | 点           | 順位         | FAカップ     | EFLカップ | 欧州カップ / その他                                | 欧州カップ / その他 | 選手               | 得点数     |
| -------- | -------------------------- | ------------ | ------------ | ------------ | ------------ | ------------ | ------------ | ------------ | ------------ | ------------ | --------- | -------------------------------------------------- | ------------------- | ------------------ | ---------- |
| 2004-05  | フットボールリーグ2        | 46           | 13           | 21           | 12           | 60           | 57           | 60           | 12位         | 1回戦敗退    | 2回戦敗退 | フットボールリーグトロフィー                       | 準優勝 (S)          |                    |            |
| 2005-06  | フットボールリーグ2        | 46           | 17           | 9            | 20           | 59           | 67           | 60           | 12位         | 2回戦敗退    | 1回戦敗退 | フットボールリーグトロフィー                       | 1回戦敗退           |                    |            |
| 2006-07  | フットボールリーグ2        | 46           | 20           | 12           | 14           | 49           | 42           | 72           | 6位          | 4回戦敗退    | 1回戦敗退 | フットボールリーグトロフィー リーグ1プレーオフ2007 | 準優勝優勝          |                    |            |
| 2007-08  | フットボールリーグ1        | 46           | 12           | 17           | 17           | 45           | 53           | 53           | 16位         | 準々決勝敗退 | 2回戦敗退 | フットボールリーグトロフィー                       | 2回戦敗退           |                    |            |
| 2008-09  | フットボールリーグ1        | 46           | 17           | 12           | 17           | 79           | 61           | 63           | 11位         | 1回戦敗退    | 1回戦敗退 | フットボールリーグトロフィー                       | 1回戦敗退           |                    |            |
| 2009-10  | フットボールリーグ1        | 46           | 19           | 5            | 22           | 59           | 70           | 62           | 11位         | 1回戦敗退    | 2回戦敗退 | フットボールリーグトロフィー                       | 1回戦敗退           |                    |            |
| 2010-11  | フットボールリーグ1        | 46           | 11           | 12           | 23           | 48           | 82           | 45           | 22位         | 1回戦敗退    | 1回戦敗退 | フットボールリーグトロフィー                       | 準決勝敗退 (S)      |                    |            |
| 2011-12  | フットボールリーグ2        | 46           | 15           | 12           | 19           | 60           | 70           | 57           | 13位         | 3回戦敗退    | 2回戦敗退 | フットボールリーグトロフィー                       | 1回戦敗退           |                    |            |
| 2012-13  | フットボールリーグ2        | 46           | 16           | 12           | 18           | 60           | 69           | 60           | 14位         | 1回戦敗退    | 1回戦敗退 | フットボールリーグトロフィー                       | 1回戦敗退           |                    |            |
| 2013-14  | フットボールリーグ2        | 46           | 12           | 14           | 20           | 43           | 54           | 50           | 23位         | 3回戦敗退    | 1回戦敗退 | フットボールリーグトロフィー                       | 1回戦敗退           |                    |            |
| 2014-15  | カンファレンス・ナショナル | 46           | 25           | 16           | 5            | 73           | 34           | 91           | 2位          | 1回戦敗退    |           | FAトロフィーナショナルリーグ2014-2015              | 1回戦敗退優勝       |                    |            |
| 2015-16  | フットボールリーグ2        | 46           | 26           | 7            | 13           | 77           | 46           | 85           | 3位          | 1回戦敗退    | 1回戦敗退 | フットボールリーグトロフィー                       | 準々決勝敗退 (S)    |                    |            |
| 2016-17  | EFLリーグ1                 | 46           | 18           | 12           | 16           | 68           | 70           | 66           | 10位         | 2回戦敗退    | 2回戦敗退 | EFLトロフィー                                      | GS敗退              |                    |            |
| 2017-18  | EFLリーグ1                 | 46           | 16           | 11           | 19           | 60           | 66           | 59           | 13位         | 1回戦敗退    | 3回戦敗退 | EFLトロフィー                                      | GS敗退              |                    |            |
| 2018-19  | EFLリーグ1                 | 46           | 13           | 15           | 18           | 47           | 50           | 54           | 15位         | 1回戦敗退    | 2回戦敗退 | EFLトロフィー                                      | 準決勝敗退          |                    |            |
| 2019-20  | EFLリーグ1                 | 35           | 12           | 9            | 14           | 38           | 49           | 45           | 14位         | 3回戦敗退    | 2回戦敗退 | EFLトロフィー                                      | 3回戦敗退           |                    |            |
| 2020-21  | EFLリーグ1                 | 46           | 10           | 8            | 28           | 40           | 70           | 38           | 24位         | 3回戦敗退    | 2回戦敗退 | EFLトロフィー                                      | 3回戦敗退           |                    |            |
| 2021-22  | EFLリーグ2                 | 46           | 23           | 11           | 12           | 71           | 49           | 80           | 3位          | 3回戦敗退    | 1回戦敗退 | EFLトロフィー                                      | GS敗退              | アーロン・コリンズ | 16         |
| 2022-23  | EFLリーグ1                 | 46           |              |              |              |              |              |              | 位           |              |           | EFLトロフィー                                      |                     |                    |            |

## 歴代監督
19世紀
- アルフレッド・ホーマー 1899 - 1920

20世紀
- ベン・ホール 1920.7 -　1921.5
- アンドリュー・ウィルソン 1921.6 - 1926.4
- ジョー・プラマー 1926.5 - 1929.4
- ディヴィッド・マクレーン 1929.5 - 1930.9
- アルバート・プリンス=コックス 1930.10 - 1936.10
- ペルシー・スミス 1936.11 - 1937.11
- ボロ・フレッチャー 1938.1 - 1950.1
- ベルト・タン 1950.1 - 1968.4
- フレッド・フォード 1968.4 - 1969.7
- Bill Dodgin, Sr. 1969.7 - 1972.7
- ドン・メグソン 1972.7 - 1977.11
- ボビー・キャンペル 1977.11 -1979.12
- ハロルド・ジャーマン 1979.12 - 1980.4
- テリー・クーパー 1980.4 - 1981.10
- ロン・ギンゲル 1981.10 （ケアテイカー）
- Bobby Gould 1981.10 - 1983.5
- ディヴィッド・ウィリアムス 1983.5 - 1985.5
- Bobby Gould 1985.5 - 1987.6
- ジェリー・フランシス 1987.7 - 1991.5
- マーティン・ドブソン 1991.6 - 1991.10
- Dennis Rofe 1991.10 - 1992.11
- マルコム・オリソン 1992.11 - 1993.2
- スティーブ・クロス 1993.4　（ケアテイカー）
- ジョン・ワード 1993.5 - 1996.5
- イアン・ホロウェイ 1996.6 -　2001.1

21世紀
- ガリー・トンプソン 2001.1 - 2001.5 （ケアテイカー）
- ジェリー・フランシス 2001.7 - 2001.12
- ガリー・トンプソン 2001.12 - 2002.4
- フィル・バター 2002.4 （ケアテイカー）
- レイ・グレイドン 2002.4 - 2004.1
- フィル・バター 2004.1 - 2004.3 （ケアテイカー）
- ラッセル・オスマン 2004.3 - 2004.4
- ケヴァン・ブラドホルスト 2004.3 - 2004.4 （共同ケアテイカー）
- イアン・アトキンス 2004.4 - 2005.9
- ポール・トロロープ 2005.9 - 2010.12
- ダレン・パターソン  (暫定) 2010.12 - 2011.1
- デイブ・ペニー 2011.1 - 2011.3
- スチュアート・キャンベル (暫定) 2011.3 - 2011.5
- ポール・バックル 2011.5 - 2012.1
- マーク・マギー 2012.1 - 2012.12
- ジョン・ワード 2012.12 - 2014.5
- ダレル・クラーク 2014.5 - 2018.12
- グラハム・コクラン 2018.12 - 2019.12
- ベン・ガーナー 2019.12 - 2020.11
- ポール・ティスデイル 2020.11 - 2021.2
- ジョーイ・バートン 2021.2 - 2023.10
- マット・テイラー 2023 -

## 過去在籍選手
- ゲオフ・ブラッドフォード 1949-1964
- トニー・ピューリス 1975-1981
- ギャリー・マバット 1979-1982
- アラン・ボール・ジュニア 1983-1984
- ジョン・スケールズ 1985-1987
- ナイジェル・マーティン 1987-1989
- ネイサン・エリントン 1999-2002
- ヴィタリス・アスタフィエフス 2000-2003